# Tournoi de clôture du championnat du Honduras de football 2022
Navigation
Tournoi précédent Tournoi suivant
Le tournoi Clausura 2022 est le vingt-neuvième tournoi saisonnier disputé au Honduras. C'est cependant la 80e fois que le titre de champion du Honduras est remis en jeu.
Le CD Olimpia remet son titre en jeu face aux neuf meilleures équipes du Honduras. Le FC Motagua, vainqueur du Real España, remporte son dix-huitième championnat national et se qualifie pour la Ligue de la CONCACAF 2022 en compagnie du Real España.

## Les dix équipes participantes
Ce tableau présente les dix équipes qualifiées pour disputer le championnat 2021-2022. On y trouve le nom des clubs, le nom des stades dans lesquels ils évoluent ainsi que la capacité et la localisation de ces derniers.
| \| Marathón Real España Motagua Olimpia UPNFM Vida Victoria Platense Honduras Real Sociedad \| Localisation des équipes. |
| Marathón Real España Motagua Olimpia UPNFM Vida Victoria Platense Honduras Real Sociedad                                 |

| Équipe             | Ville          | Stade                               | Capacité |
| CD Honduras        | El Progreso    | Stade Humberto Micheletti           | 5 500    |
| Real Sociedad (en) | Tocoa          | Stade Francisco Martínez Durón (en) | 3 000    |
| Lobos UPNFM (en)   | Tegucigalpa    | Stade Universidad UPNFM             | 8 000    |
| CD Marathón        | San Pedro Sula | Stade Yankel Rosenthal              | 15 000   |
| FC Motagua         | Tegucigalpa    | Stade Tiburcio Carias Andino        | 35 000   |
| CD Olimpia         | Tegucigalpa    | Stade Tiburcio Carias Andino        | 35 000   |
| CD Platense        | Puerto Cortés  | Stade Excelsior                     | 10 000   |
| CD Victoria        | La Ceiba       | Stade Nilmo-Edwards                 | 20 000   |
| Real España        | San Pedro Sula | Stade Francisco Morazán             | 20 000   |
| CDS Vida           | La Ceiba       | Stade Nilmo Edwards                 | 25 000   |

## Compétition
Le tournoi Clausura se déroule en deux phases :
- La phase de qualification : les dix-huit journées de championnat.
- La phase finale : les quarts de finale à la finale.

### Phase de qualification
Lors de la phase de qualification, les équipes sont regroupées au sein d'un même groupe. Chaque équipe affrontent à deux reprises ses adversaires, une fois à domicile et une fois à l'extérieur. Les deux meilleurs clubs se qualifient directement pour les demi-finales tandis que les équipes classées de la troisième à la sixième position se qualifient pour les quarts de finale.
Le classement est établi sur le barème de points classique (victoire à 3 points, match nul à 1, défaite à 0).
Le départage final se fait selon les critères suivants :
- Le nombre de points.
- La différence de buts générale.
- La différence de buts particulière.
- Le nombre de buts marqués.